# Exetastes nematura
Exetastes nematura är en stekelart som beskrevs av Henry Keith Townes, Jr. 1978. Exetastes nematura ingår i släktet Exetastes och familjen brokparasitsteklar. Inga underarter finns listade i Catalogue of Life.